# Göran "Freddy" Fredriksson
Göran "Freddy" Fredrikson är en folkmusiker som spelar bouzouki, cittern, mandolin, gitarr, vevlira, fiol, säckpipa och diverse flöjter.
Han är född 1956 i Askersund. Han har spelat svensk och irländsk folkmusik på bouzouki sedan 1983.
Han spelade el-gitarr i olika amatörband på 70-talet. Under 80-talet tog intresset för folkmusik och akustiska instrument över. Spelade till en början: mandolin, fiol och oktavmandola, samtliga med den normala kvintstämningen (G D A E). Han träffade 1983 Anders Norudde som bland annat spelade svensk säckpipa, och fiol. De bildade året efter gruppen Blå Bergens Borduner, där även Ulf Karlsson på fiol och säckpipa ingick och senare även Stefan Ekedahl på cello, flöjt och säckpipa. Freddy spelade from 1984 mest flatbottnad bouzouki av irländsk typ, med stämningen (ADAD) eller (GDAD). Han har senare övergått mer och mer till att spela på en 5-körig cittern, med stämningen (DADAD). Influenser från Irländsk folkmusik märks tydligt i Freddys spel.
Freddy spelade från 1990 och några år framåt med den Fransk/Svenska gruppen Svart Kaffe tillsammans med Jean Pierre Yvert, Maria Jonsson, Stefan Ekedahl och senare Bill McChesney.
Han spelar nu med närkingarna Pehr Falkenström och David Bastviken i gruppen Ådra. Han samarbetar ibland även med Anders Norudde och medverkar på hans CD Kan själv 2000 och Med hull och hår 2003. Freddy har också spelat en del med Christy O'Leary och Bert Deivert. Några fler musikprojekt är även på gång bland annat medeltidsmusik, musik av Allan Edwall samt Bellmantolkningar. Hemma musiceras det också en hel del, då Freddys fru Ulla är en hängiven nyckelharpapelare och sönerna Johan och Oskar lirar hårdrock och även folkmusik. Oskar född 1989 spelar bl.a. Svensk säckpipa. Johan född 1988 spelar bl.a. bas i gruppen Memory Garden.